# تئاتر وودویل
تئاتر وودویل (انگلیسی: Vaudeville Theatre) یک سالن نمایش در لندن، انگلستان است.
این سالن تئاتر که در خیابان استرند قرار دارد در سال ۱۸۷۰ میلادی تأسیس شده و جزئی از تئاتر وست اند محسوب می‌شود. تئاتر وودویل دارای ۶۹۰ نفر ظرفیت می‌باشد.